# Vavřínový les na Madeiře
Vavřínový les na ostrově Madeira (Fanal) je nejrozsáhlejší vavřínový prales na světě, který se nachází na severozápadě portugalského ostrova Madeira v okrese Porto Moniz. Nejstarší stromy jsou staré okolo 600 let. Les Fanal byl roku 1999 zařazen na Seznam světového dědictví UNESCO.

## Galerie

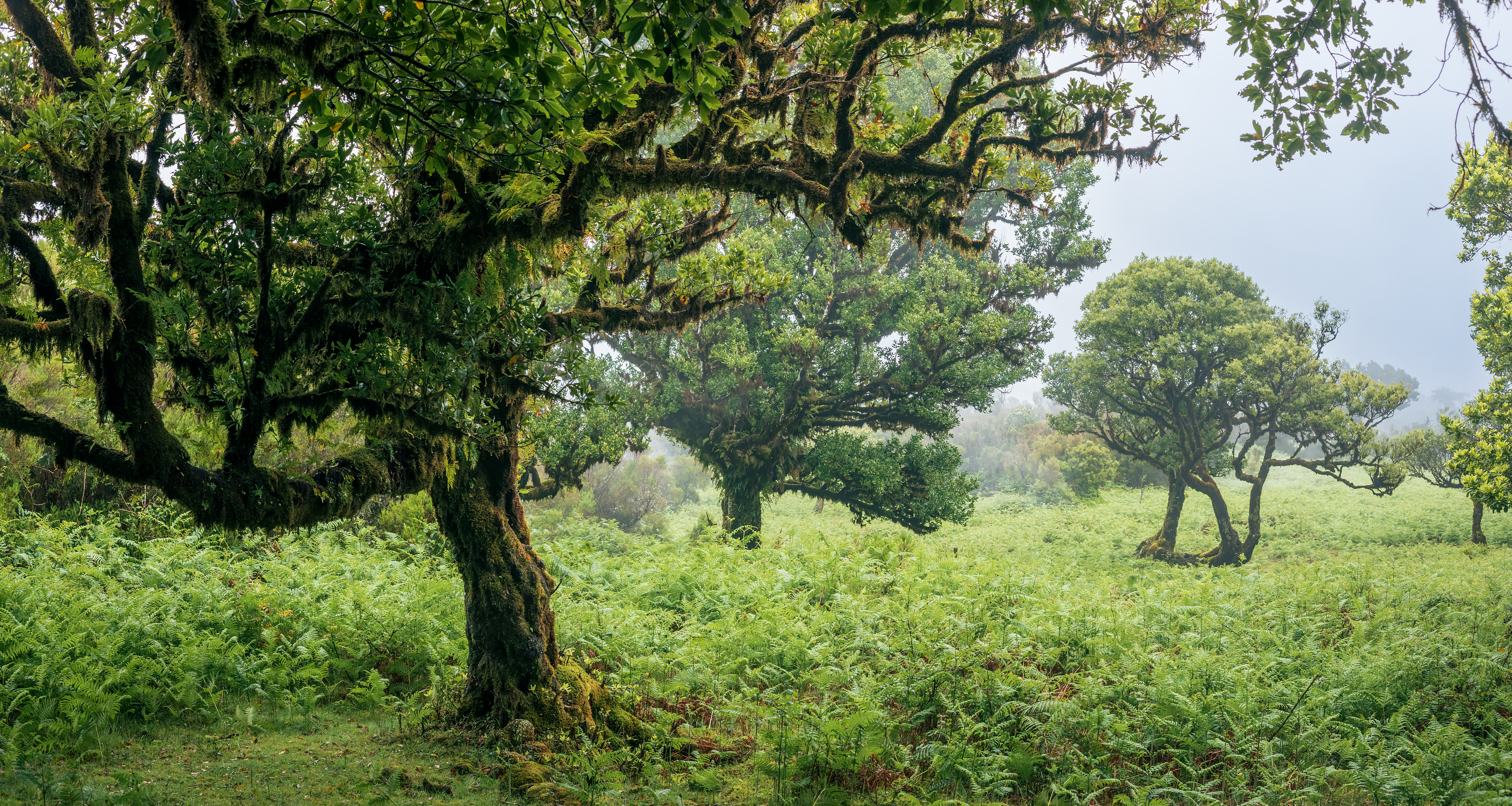
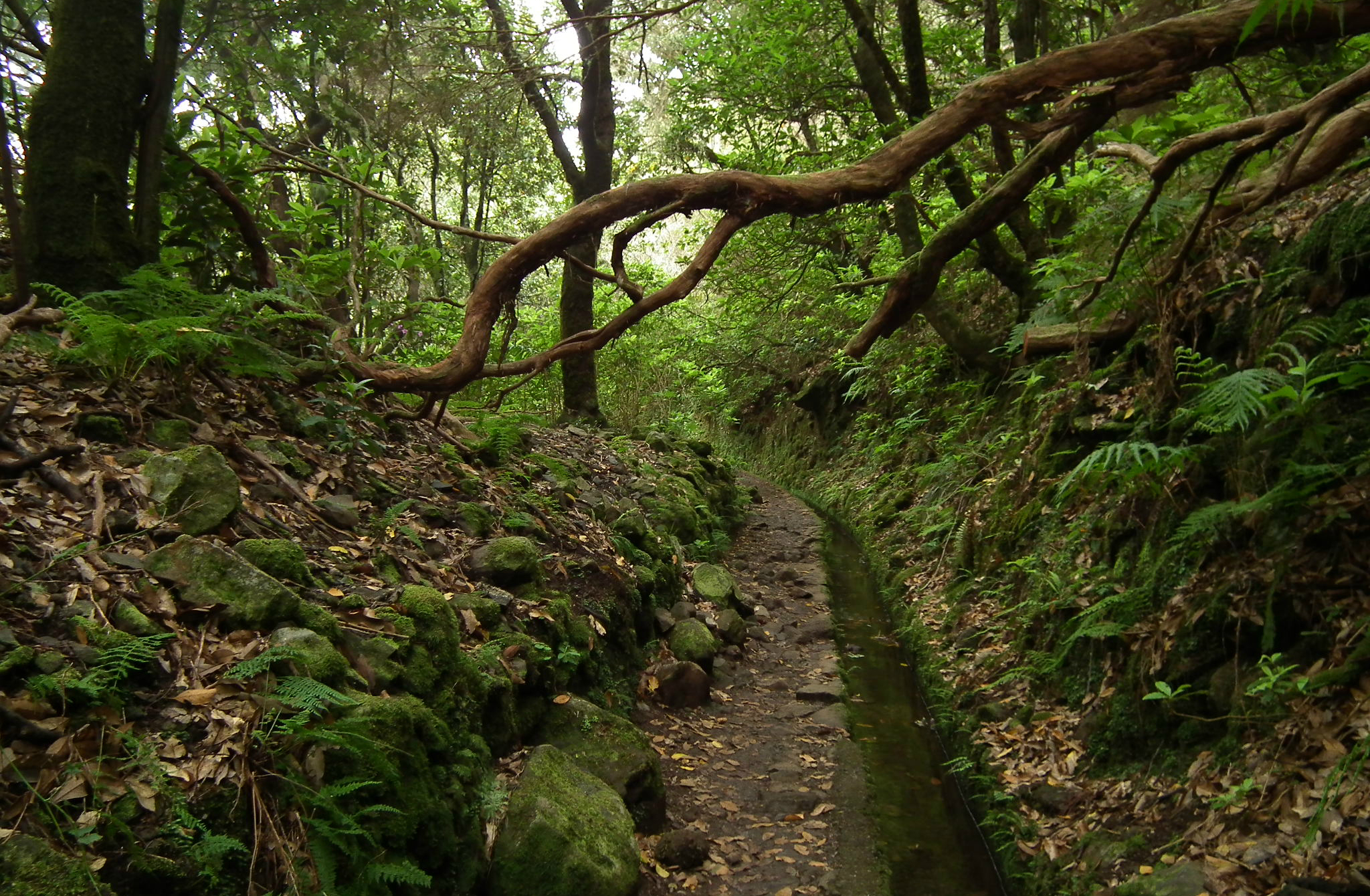
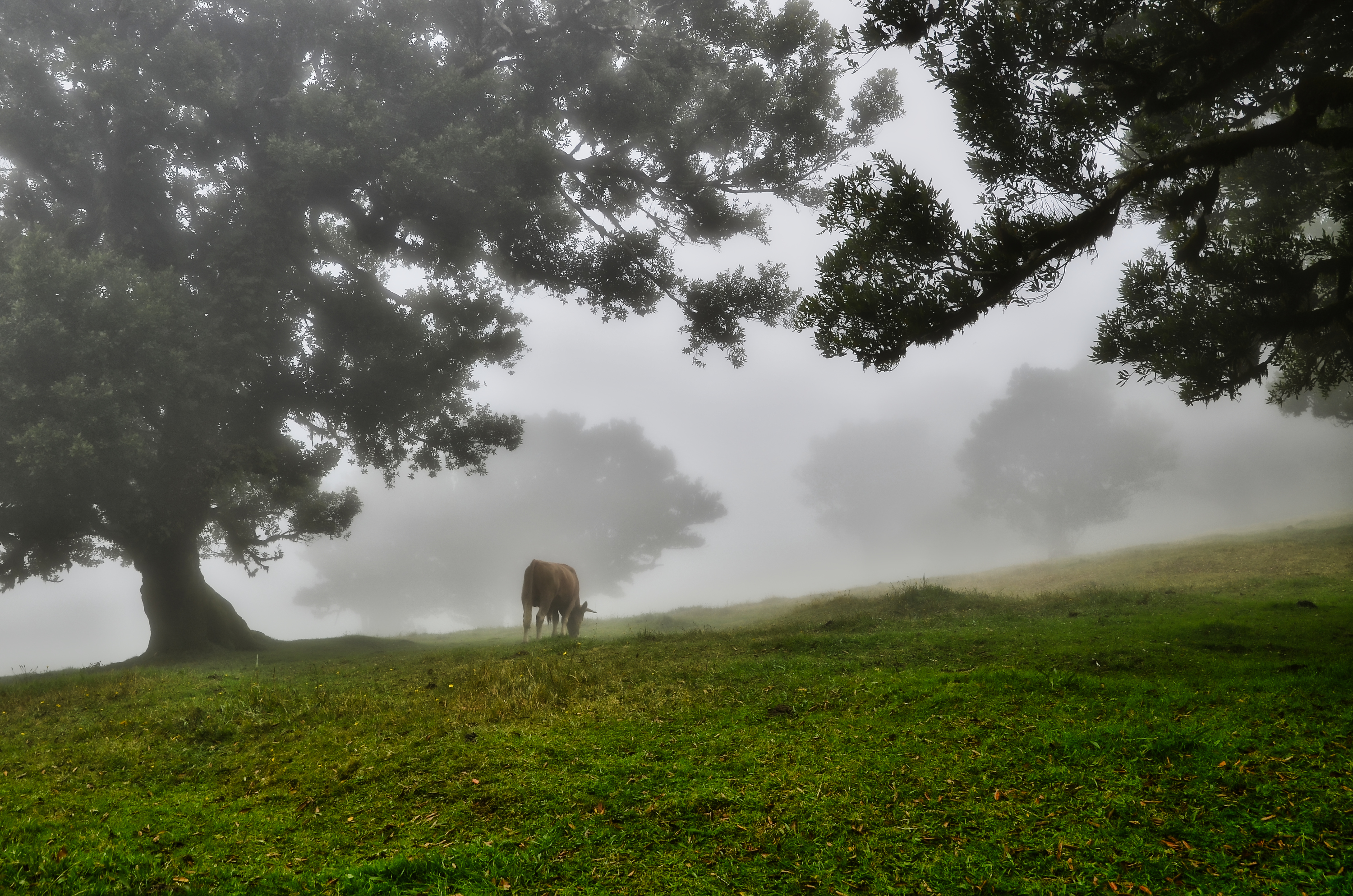
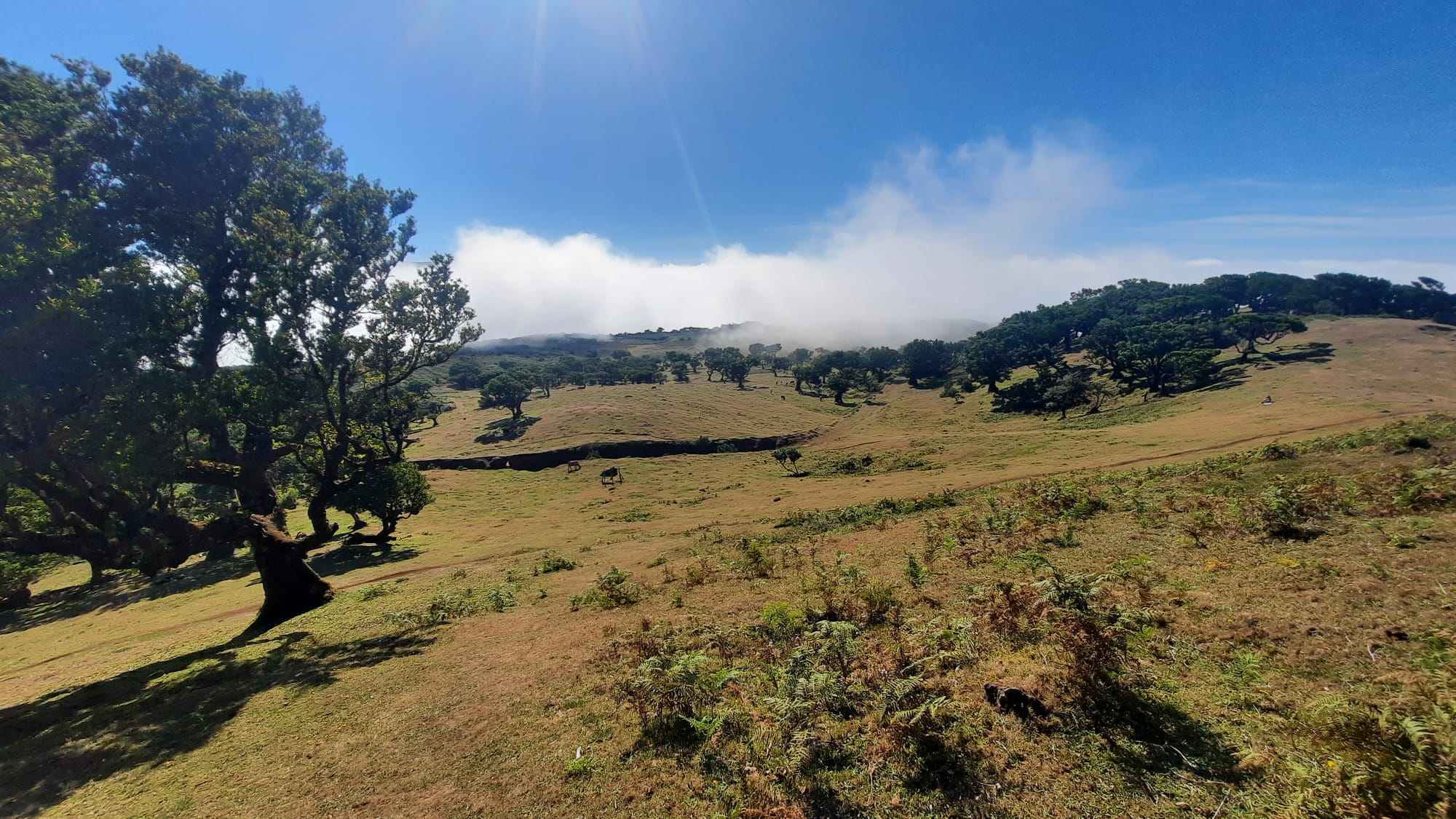
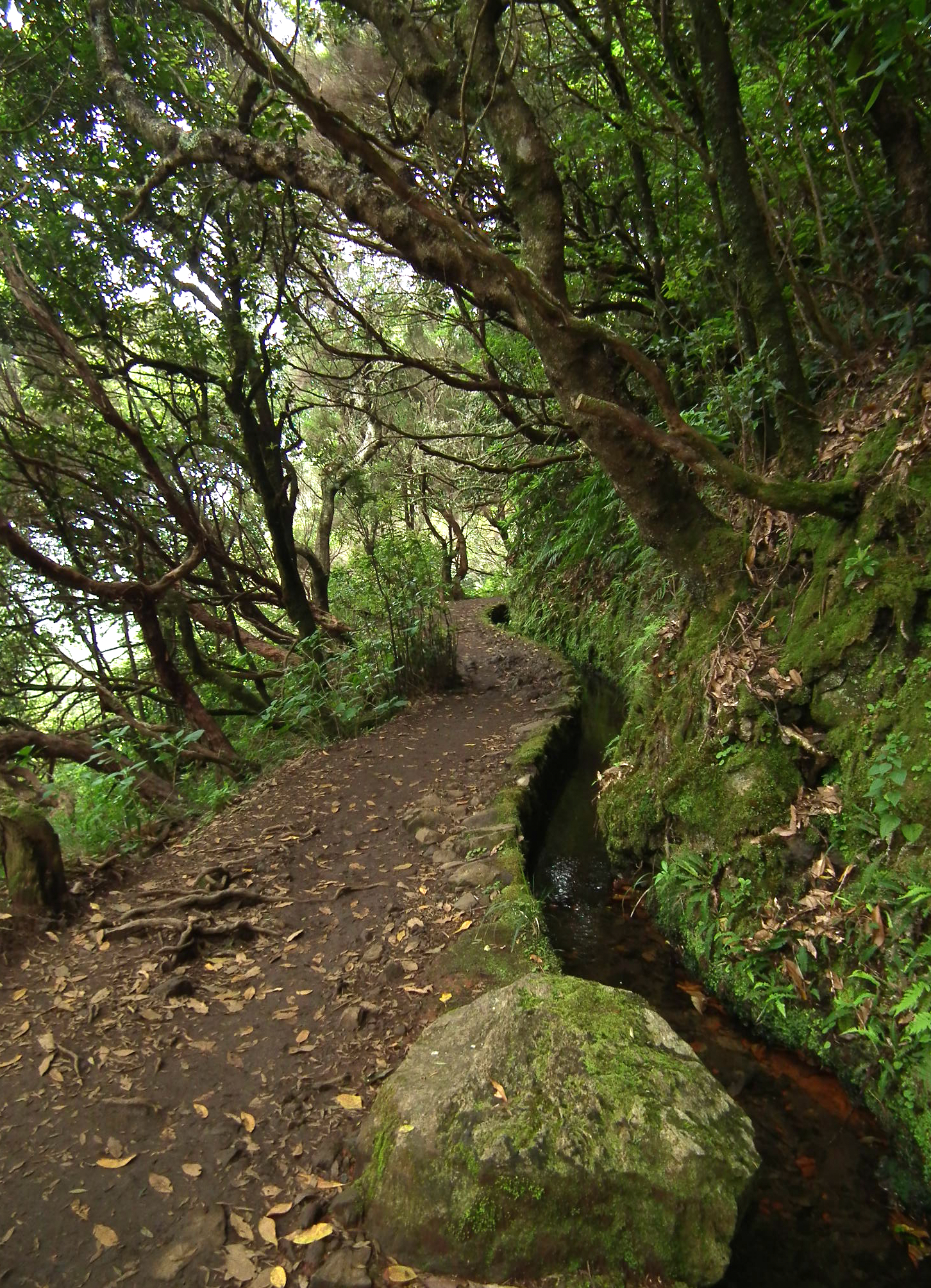
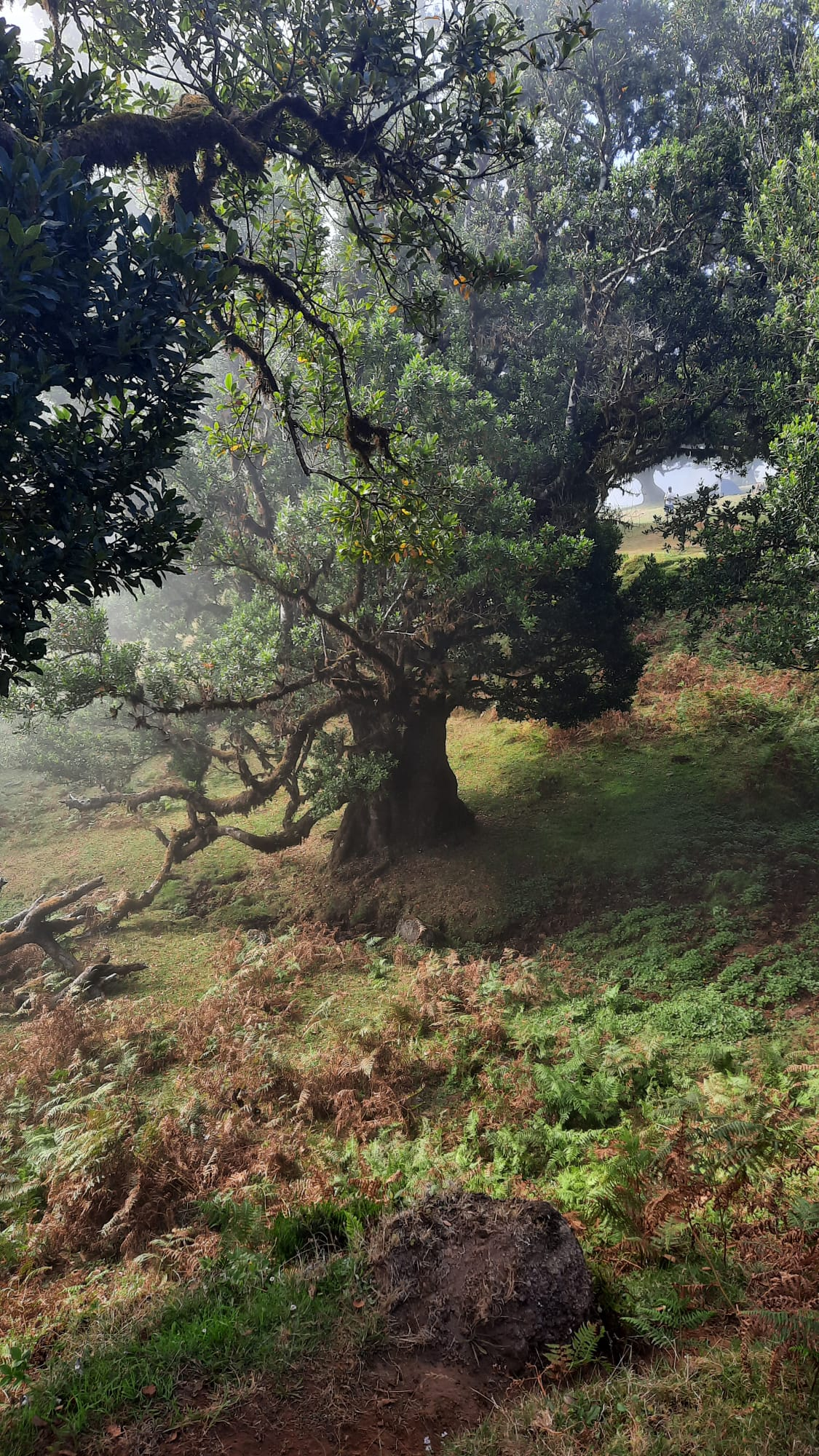
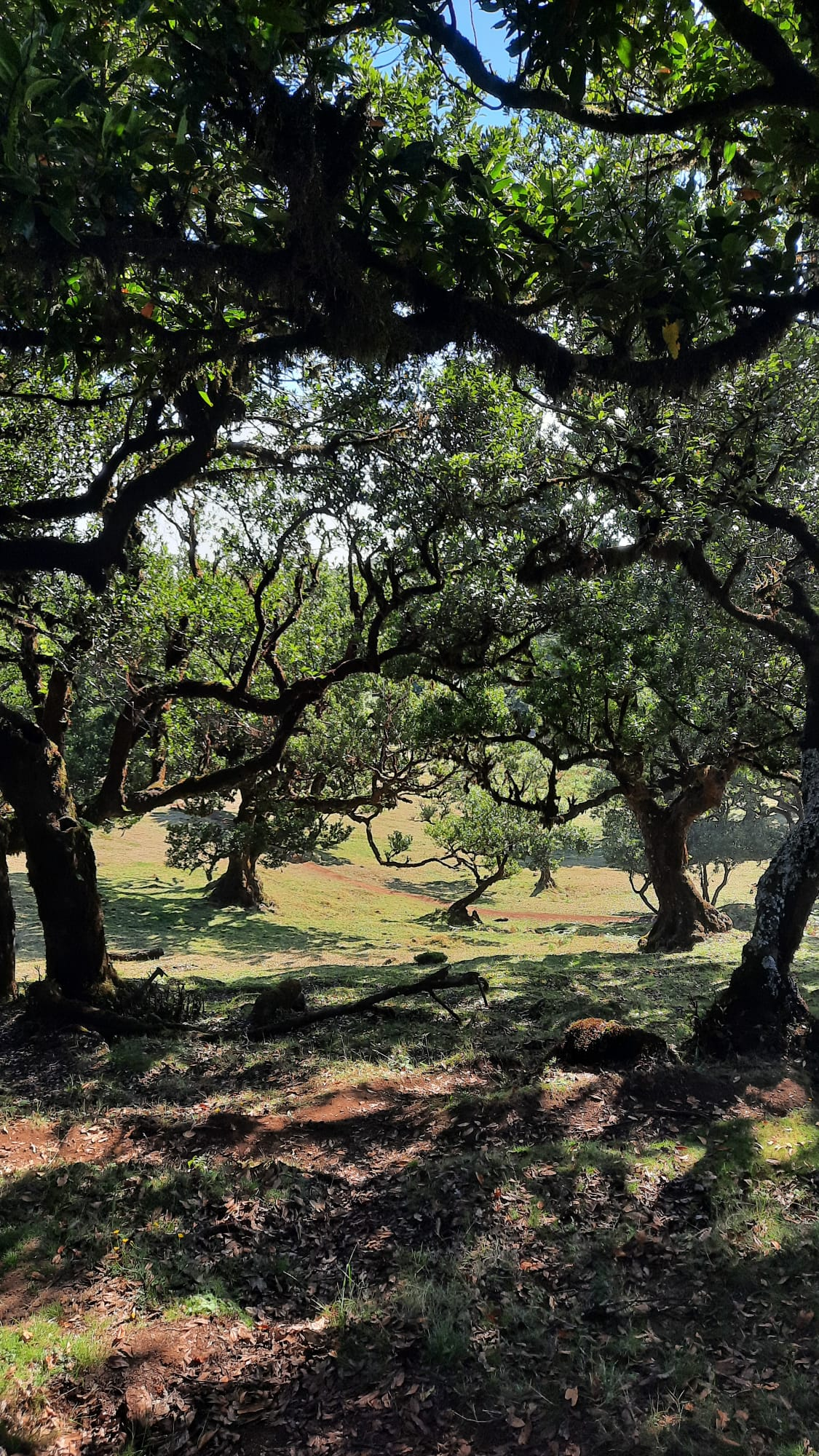
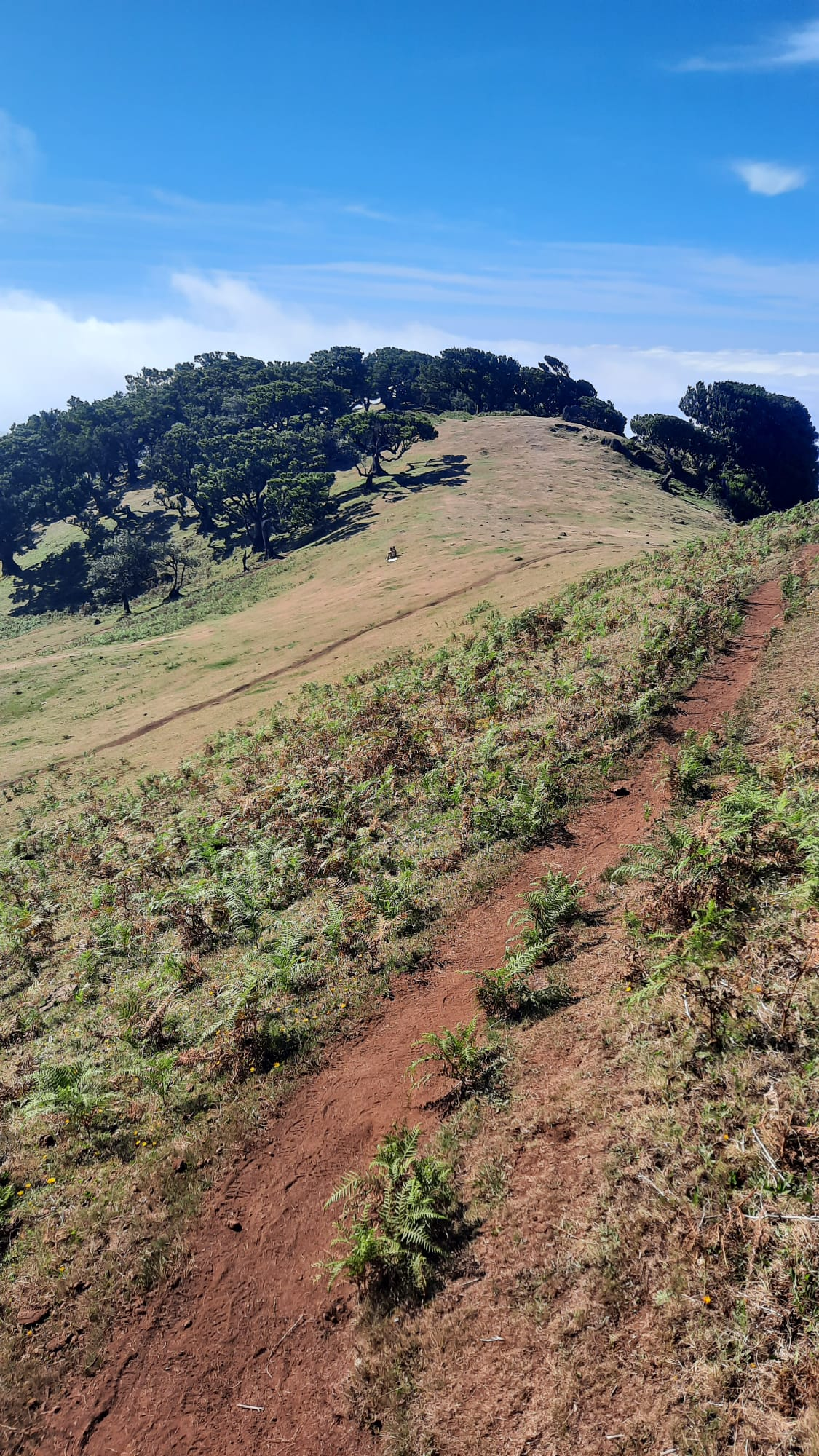

## Charakteristika
Vavřínový les Fanal je pozůstatkem dříve rozšířeného typu vavřínového lesa, který před 15-40 miliony let pokrýval velkou část jižní Evropy. Odhaduje se, že 90 % území tvoří původní les. Fanal zcela pokrývá řadu velmi strmých údolí, která vedou z náhorní plošiny ve středu ostrova k severnímu pobřeží a hraje významnou roli v hydrologické rovnováze ostrova. Lesy jsou tvořeny převážně stálezelenými stromy a keři s tmavě zelenými listy. Na území madeirského pralesa se nachází několik endemických druhů. Některé části pralesa se nachází v nadmořské výšce přesahující 1 000 m n. m. a hustá mlha je zde téměř každodenní záležitostí, která místu dodává překrásnou atmosféru.